# Earsham
Earsham är en ort och civil parish i Storbritannien.   Den ligger i grevskapet Norfolk och riksdelen England, i den sydöstra delen av landet, 150 km nordost om huvudstaden London. Earsham ligger 8 meter över havet och antalet invånare är 907.
Terrängen runt Earsham är huvudsakligen platt. Earsham ligger nere i en dal. Runt Earsham är det tätbefolkat, med 286 invånare per kvadratkilometer. Närmaste större samhälle är Bungay, 1,4 km öster om Earsham. Trakten runt Earsham består till största delen av jordbruksmark.